# Яковлев, Григорий Кузьмич
Григорий Кузьмич Яковлев (1801—1872) — генерал от артиллерии, член Военного совета Российской империи.

## Биография
Родился 18 (30) января 1801 года. Воспитывался сначала дома, потом в частном учебном заведении, по окончании которого решил посвятить себя военной службе и в конце 1817 года поступил юнкером в 25-ю артиллерийскую бригаду, в которой прослужил около десяти лет.
Три года спустя был произведён в прапорщики, а в 1828 году, в чине подпоручика, был переведён в 9-ю полевую бригаду. С этой бригадой он начал турецкую кампанию 1829—1829 годов, причём уже в самом начале её отличился при взятии крепости Шумлы, за что был награждён орденом Св. Анны 4-й степени с надписью «За храбрость». Вскоре после того он был назначен старшим адъютантом артиллерии штаба 2-й армии и в этой должности участвовал во взятии крепости Силистрии, в сражении при Кулевчи, в переходе русских войск через Балканы, в сражении под Сливно и в занятии Адрианополя. Во всех этих делах он выказывал себя в одинаковой мере храбрым и распорядительным офицером, за что был произведён в поручики и штабс-капитаны и награждён орденом Св. Владимира 4-й степени с бантом (06.12.1829).
В конце 1830 года за отличие по службе Яковлев был переведён в гвардейскую артиллерию и через несколько недель был произведён в капитаны. Полтора года спустя был назначен старшим адъютантом штаба генерал-фельдцейхмейстера, а в конце того же 1832 года был произведён в полковники. Вскоре после того он был назначен дежурным штаб-офицером при генерал-фельдцейхмейстере, а потом заседающим в общем присутствии артиллерийского департамента и членом артиллерийского отделения Военно-ученого комитета; в марте 1842 года награждён орденом Св. Анны 2-й степени. Произведённый в 1843 году в генерал-майоры, был назначен членом общего собрания артиллерийского департамента.
Занимался переводами с французского языка по своей специальности и ещё в 1833 году перевёл «Записки об употреблении ручного оружия при обороне крепостей», а десять лет спустя перевёл и напечатал «Исторические сведения об огнестрельном оружии». Значительно позже, в 1852 году, он перевёл сочинение Шарнгорста об артиллерии.
Исполняя разные поручения начальства, в 1843 году он осматривал артиллерийские гарнизоны Лифляндского и Финляндского артиллерийских округов, а потом производил на Кавказе опыты над действием картечной гранатой из 10-фунтовых единорогов.
Возвратившись в Санкт-Петербург, был назначен членом комитета по сооружению Кронштадтского форта Рисбанк (форт «Император Павел I»), а в конце того же 1845 года — исполняющим должность директора артиллерийского департамента; спустя два года он был утверждён в этой должности.
В 1854 году был назначен членом генерал-аудиториата, причем с начала следующего года занимался ещё и приведением крепости Киева в оборонительное положение. За успешное выполнение этого поручения ему был пожалован орден Белого Орла.
Назначенный в конце 1856 года членом военного совета, Яковлев вскоре после того принял очень деятельное участие в занятиях комитета по преобразованию артиллерийского ведомства и по организации войск, причем в 1862 году был награждён орденом Св. Александра Невского, а через три года произведён в генералы от артиллерии.
В следующем 1866 году Яковлев был назначен заведующим эмеритальной кассой военно-сухопутного ведомства, а затем вскоре награждён алмазными знаками ордена Св. Александра Невского. В 1869 году ему был пожалован особый знак и золотая медаль за деятельное участие в занятиях военного совета по освобождению от обязательного труда и по устройству быта поселян Охтенского порохового завода и оружейных мастеровых и непременных работников Тульского, Ижорского, Сестрорецкого и Райволовского заводов. С того же 1869 года в течение двух лет он председательствовал в частном присутствии Военного совета.
Скончался в Санкт-Петербурге 11 (23) апреля 1872 года; похоронен на Волковом православном кладбище.

## Награды
Служба Г. К. Яковлева была отмечена Высочайшими наградами: орденами Св. Станислава 1-й степени, Св. Анны 1-й степени с императорской короной, чином генерал-лейтенанта (в 1849 году) и орденом Св. Владимира 2-й степени; 5 декабря 1841 года Яковлеву за беспорочную выслугу 25 лет в офицерских чинах был пожалован орден Св. Георгия 4-й степени (№ 6437 по кавалерскому списку Григоровича — Степанова).

## Семья
Его сын Григорий Григорьевич родился 4 (16) декабря 1847 года; в ноябре 1869 года поступил на службу, на которой 1 января 1894 года получил чин тайного советника. Был статс-секретарём Государственного совета, управляющим в Государственной канцелярии отделением дел государственного секретаря; с 28 мая 1897 года — сенатор. Скончался 14 (27) декабря 1901 года и был похоронен на Волковом православном кладбище.